# Potentilla anglica
Potentilla anglica — вид квіткових рослин з родини трояндових (Rosaceae). Ареал: Європа (Бельгія, Велика Британія, Білорусь, Чехія, Данія, Фінляндія, Франція (у т. ч. Корсика), Німеччина, Ірландія, Нідерланди, Латвія, Польща, Румунія, Словаччина, Швеція, європейська Туреччина), Азорські острови, Сибір; регіонально вимер в Іспанії; інтродукція: Мадейра, Норвегія, Канада, США, Чилі, Тасманія, Нова Зеландія.

## Середовище
Населяє вологі й затінені місця в хащах, лісах і луках, вздовж канав і лісових стежок, на дамбах; рідко росте в горах.

## Біоморфологічна характеристика
Гемікриптофіт. Potentilla anglica ростуть як зимівні зелені трав'янисті багаторічні рослини. Кореневище, товщина якого може досягати 1 см, розвиває кілька схожих на пагони квітконосів завдовжки від 20 до 70 см, які починаючи з літа можуть пускати коріння у вузлах. Прикореневі листки три-п'ятилопатеві, довгочерешкові. Листочки оберненояйцеподібні, завдовжки до 4 см, мають по чотири-сім зубців з обох боків. Стеблові листки схожі, але короткочерешкові та дрібніші. Квітки розташовані поодиноко в пазухах листків або в невеликій кількості в суцвіттях. Квітки двостатеві, чотири-п'ятипелюсткові, радіально-симетричні, від 14 до 18 мм у діаметрі. Пелюстки жовті. Цвіте з травня по жовтень. 2n = 56.